# وزارت دفاع ملی چین
وزارت دفاع ملی چین (انگلیسی: Ministry of National Defense) دومین وزارتخانه مهم تحت نظر شورای دولتی چین است، که مدیریت آن برعهده وزیر دفاع ملی است.
برخلاف سایر کشورها، وزارت دفاع ملی چین، فرماندهی عملیاتی بر نیروهای مسلح چین، از جمله ارتش آزادی‌بخش خلق را ندارد، بلکه توسط کمیسیون مرکزی نظامی فرماندهی می‌شود. کار این وزارتخانه و وزیر دفاع، عمدتاً ماهیت دیپلماتیک دارد و اغلب به‌عنوان رابطی عمل می‌کند که نماینده کمیسیون مرکزی نظامی و ارتش آزادی‌بخش در تعامل با ارتش‌های خارجی است.